# Forzh Penaos
Forzh Penaos (N’importe comment) est un groupe créé en 1993 près de Brest (Plougastel-Daoulas). Il métisse musique traditionnelle bretonne et influences rock, jazz, funk, world... Son répertoire est tourné vers la danse telle qu'elle se pratique et se joue dans les terroirs de Basse-Bretagne. Forzh Penaos s’est produit un peu partout en Bretagne, mais aussi en Allemagne, sur l'île de Man, au Pays de Galles…

## Biographie
Résolument tourné vers la danse, le groupe propose un répertoire résultant à la fois de la recherche d'airs traditionnels et de compositions du groupe. Les instruments utilisés et les diverses influences de chacun donnent à l'ensemble une couleur nouvelle, inscrivant la tradition musicale bretonne dans l'air du temps. Les membres fondateurs du groupe en 1993, portent comme un léger regard d'autodérision en choisissant un nom qui signifie "n'importe quoi !", car s'il est des instrumentistes qui ont reçu une formation des plus sérieuses, ce sont bien eux. Certains ont fait leurs premiers pas musicaux dans une école de musique traditionnelle. C'est le cas de Philippe Boisard qui s'est mis à la cornemuse au centre Breton d'Art Populaire de Brest avant d'intégrer le bagad Plougastell et de se tourner finalement vers la flûte traversière en bois étudiée avec Jean-Michel Veillon. C'est aussi le cas de Christophe Pervès qui a commencé la bombarde au bagad Landi, dont il est devenu directeur musical, et de Cédric Moign au biniou, issu de la Kevrenn an Arvorig et tourné un temps vers le rock celtique avec Black Label Zone. Yvon Molard s'est lui initié à la caisse-claire au bagad de Douarnenez auprès de son père, Dominique. Pierre-Yves Diquélou est l'autodidacte du groupe, ayant appris par lui-même bombarde et biniou, avant de se retrouver dans un bagad bigouden et de rejoindre au saxophone le groupe. Sébastien Carney a découvert la guitare avec Soïg Sibéril et Gilles Le Bigot.
En juin 1996, le groupe enregistre un CD autoproduit et participe en juillet au festival Brest 96 puis en août aux jeux nautiques interceltiques au Pays de Galles avec le nouveau spectacle de Bleimor, le cercle de Spézet et les chanteurs Tallec et Leclerc. En 1997, il enregistre chez EOG production, en collaboration avec d'autres groupes de la région brestoise, une compilation, "Reuz à Brest mem'", où l'on trouve trois nouveaux titres.
En avril 1999 sort l’album Allez…gavotte !, proposant une approche originale de la musique de fest-noz. Le disque, enregistré en studio, est la synthèse des diverses rencontres et expériences du groupe avec des invités aussi connus que les légendaires sonneurs de gavotte Irvoas et Guy Madec, Jacques Moreau, percussionniste du groupe Taÿfa ou Frédérique Heuzet, guitariste manouche. Cette aventure musicale est marquée par la direction artistique du guitariste de métal Pat O'May qui fait ainsi profiter de son expérience de studio pour soigner les arrangements, les climats et les ambiances. Le répertoire varié de cet album (gavottes, Kas ha barh, scottisch, mélodie…) restitue l'énergie du groupe en fest-noz.
En 2005, un nouvel album est créé sous Label Production ; Deus Ganin présente une ambiance festive et des airs enjoués (Cercle, hanter dro, plinn, kost ar c'hoat, an dro, laridé gavotte, kas ha barh). Forzh Penaos joue au festival Kann Al Loar en 2006. Ils animent le fest-noz du festival de Cornouaille à Quimper en 2009 (et 2012) et au festival de Corbeyrier (Suisse) en 2010.
Son 4e album Sovaj (« Sauvage ») sort en 2011, où l'on retrouve en invité Ramona Gillard. Le groupe joue pour l’occasion au festival interceltique de Lorient.

## Membres du groupe
- Philippe Boisard : flûte traversière en bois
- Sébastien Carney : guitare acoustique
- Christophe Pervès : bombarde, lombarde
- Cédric Moign : cornemuse écossaise, biniou
- Yvon Molard : batterie, cajon, derbouka
- Tanguy Molard : basse

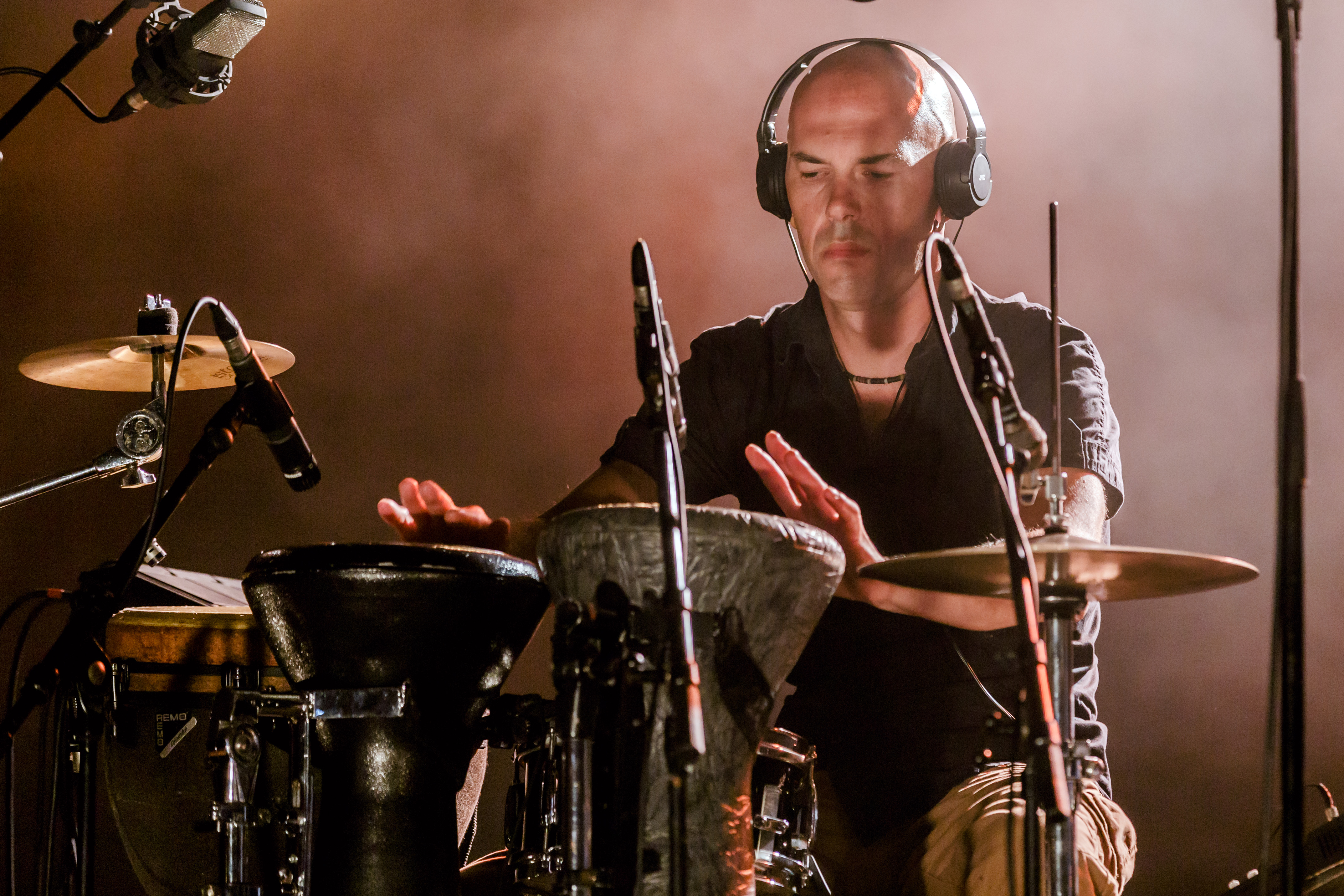
Yvon Molard
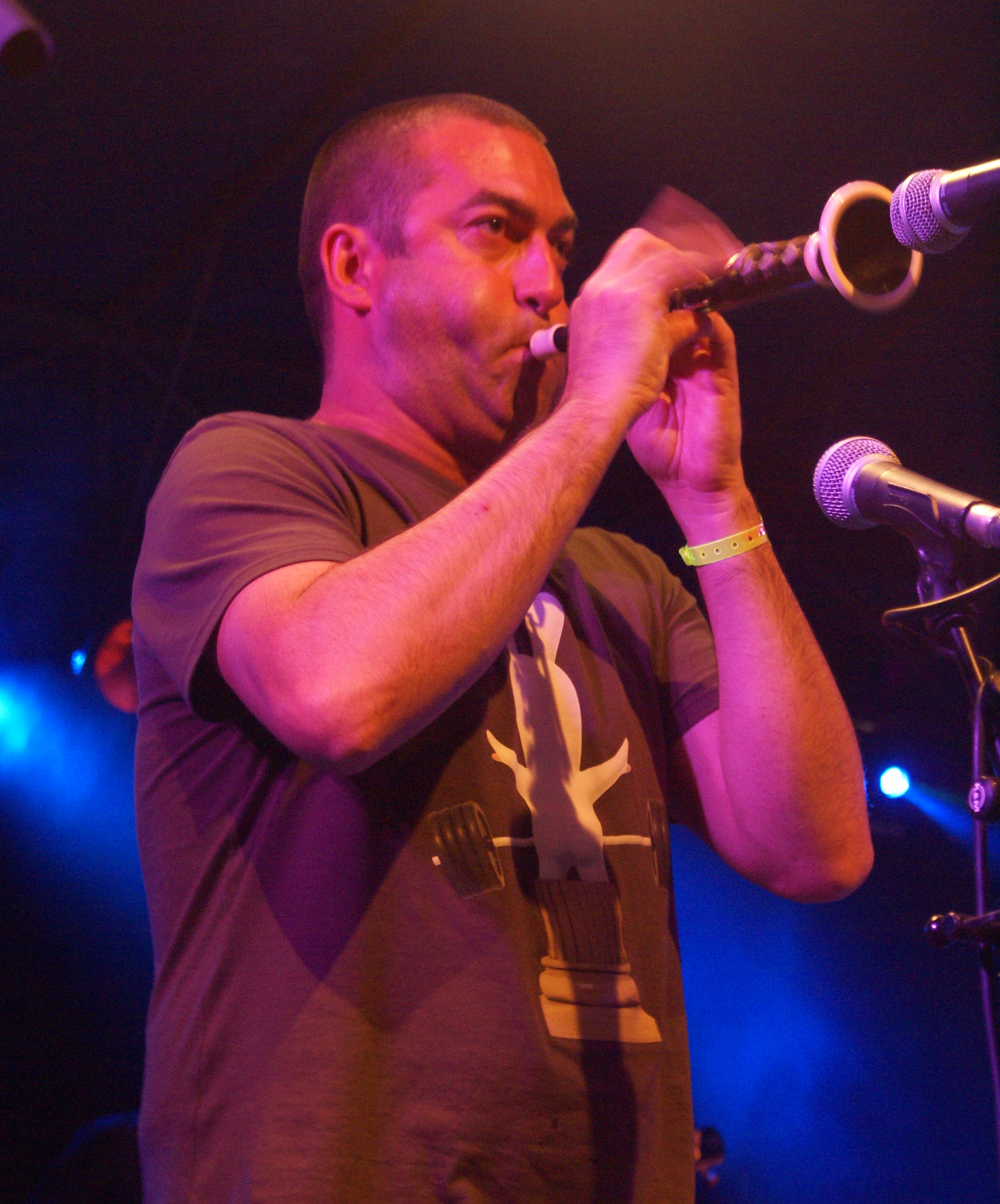
Christophe Pervès
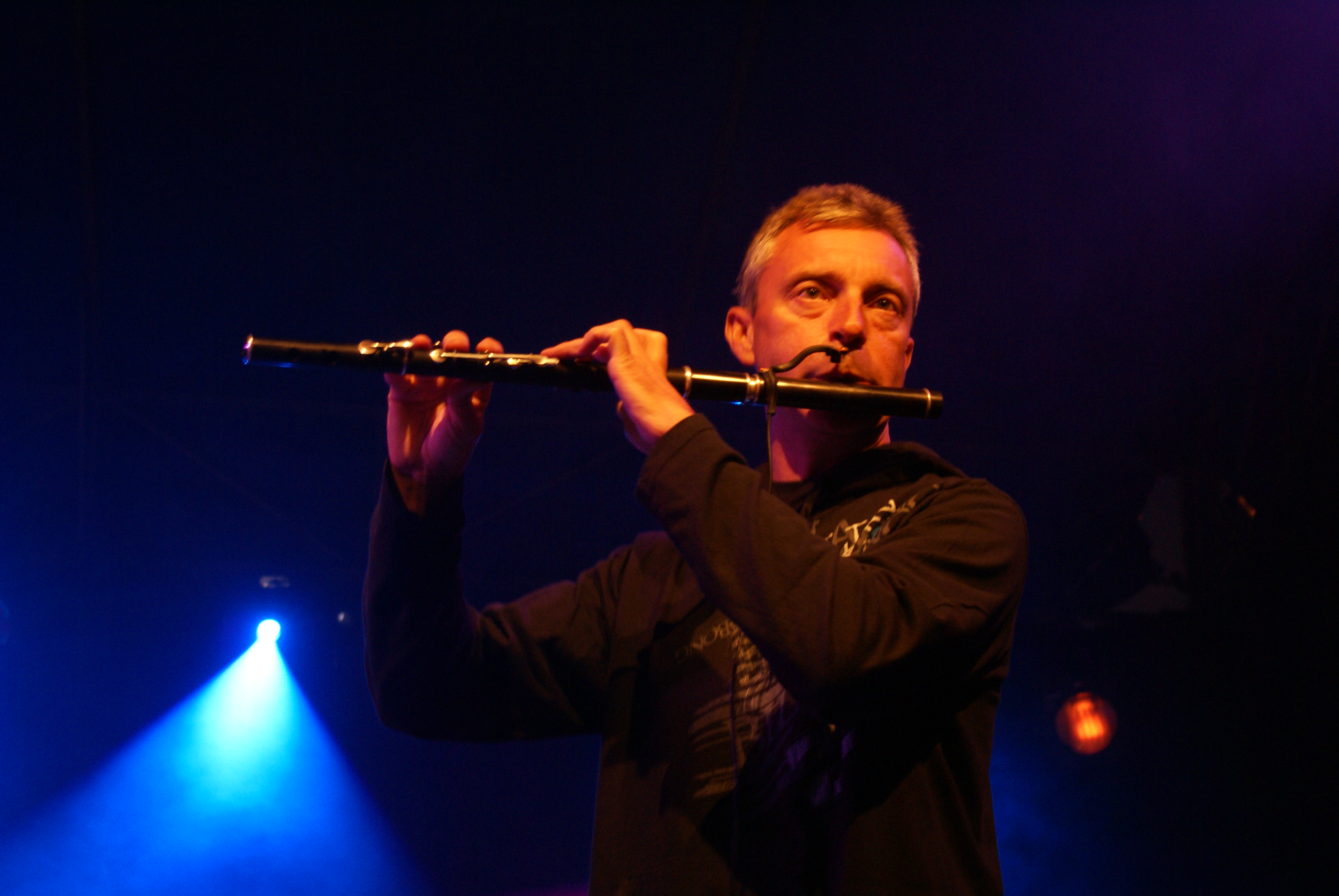
Philippe Boisard

## Discographie
- 2022: ROC
- 2011 : Sovaj (autoproduction/Coop Breizh)
- 2008 : Démo (autoproduction)
- 2005 : Deus Ganin (Label Production/Coop Breizh)
- 1999 : Allez ...Gavotte (EOG Production/Coop Breizh)
- 1996 : Forzh Penaos (autoproduction)

### Compilations
- 2010 : Mega Celtique
- 2009 : Dans ar vag – Le Live, 10e édition
- 2008 : Plijadur penn da benn – Chants & musiques de Bretagne (Produit en Bretagne)
- 2006 : La musique bretonne vol.2 – Les groupes à danser (Coop Breizh)
- 2000 : Le fest-noz d’Eog
- 1997 : Reuz à Brest mêm’
- Passion Bretagne (Coop Breizh)